# Нешто веома деликатно (ТВ филм)
„Нешто веома деликатно” (Нешто многу деликатно) је југословенски ТВ филм из 1970. године. Режирала га је Лидија Вељанова а сценарио је написао Мето Јовановски.

## Улоге
| Глумац          | Улога |
| --------------- | ----- |
| Анче Џамбазова  |       |
| Драги Костовски |       |
| Добрила Пучкова |       |